# The Platinum Collection (Vasco Rossi)
The Platinum Collection è una raccolta di successi del cantante italiano Vasco Rossi, pubblicata nel 2006 dalla EMI. La raccolta è composta da 3 CD, ognuno di essi con un titolo diverso: il CD 1 Rock, il CD 2 Ballads, ed infine il CD 3 Live. La raccolta è completata da un booklet di 32 pagine comprendente diverse immagini dell'artista, i testi delle canzoni e la discografia completa.

## Tracce

### Disco 1:Rock
1. Gli spari sopra – 3:27
2. Come stai – 4:21
3. Mi si escludeva – 4:46
4. Delusa – 4:33
5. Ti prendo e ti porto via – 4:10
6. Domenica lunatica – 3:49
7. Nessun pericolo... per te – 4:42
8. La fine del millennio – 4:23
9. Buoni o cattivi – 3:31
10. Lo show – 5:03
11. Io no – 5:17
12. Siamo soli – 4:00
13. Ormai è tardi – 3:16
14. ...Stupendo – 6:27
15. Un gran bel film – 5:24
16. Io ti accontento – 3:49
17. L'una per te – 4:27
18. Tango...(della gelosia) – 3:05

### Disco 2:Ballads
1. Sally – 4:41
2. Un senso – 4:08
3. Vivere – 5:24
4. E... – 3:29
5. Ogni volta – 4:11
6. Quanti anni hai – 4:40
7. Senza parole – 4:57
8. Tu vuoi da me qualcosa – 4:25
9. Señorita – 3:39
10. Liberi... liberi – 6:08
11. Stupido hotel – 4:19
12. Gabri – 4:25
13. Guarda dove vai – 5:32
14. Gli angeli – 6:15
15. Standing ovation – 4:50
16. Laura – 4:17

### Disco 3:Live
1. Generale – 4:30
2. C'è chi dice no – 5:30
3. Dimentichiamoci questa città – 4:23
4. Fegato, fegato spappolato – 2:52
5. Portatemi Dio – 4:22
6. Cosa succede in città – 3:38
7. Va bene, va bene così – 6:58
8. Dormi, dormi – 3:39
9. Una canzone per te – 3:31
10. Rewind – 4:02
11. Colpa d'Alfredo – 5:34
12. Siamo solo noi – 8:23
13. Bollicine – 5:57
14. Vita spericolata – 3:45
15. Vivere una favola – 7:42
16. Albachiara – 7:03

## Classifiche

### Classifiche settimanali
| Classifica (2006) | Posizione massima |
| ----------------- | ----------------- |
| Italia            | 4                 |
| Svizzera          | 94                |

### Classifiche di fine anno
| Classifica (2006) | Posizione |
| ----------------- | --------- |
| Italia            | 19        |
| Classifica (2007) | Posizione |
| Italia            | 38        |
| Classifica (2012) | Posizione |
| Italia            | 93        |
| Classifica (2014) | Posizione |
| Italia            | 98        |